# 113e Amerikaans Congres
Het 113e Amerikaans Congres was een zitting van het Congres van de Amerikaanse federale overheid. Het Amerikaans Congres bestaat uit de Amerikaanse Senaat en het Huis van Afgevaardigden. De termijn van dit Congres liep van 5 januari 2013 tot en met 3 januari 2015; jaren één en twee van de tweede ambtstermijn van president Barack Obama. Het 113e Congres was het eerste waarvoor de zetelverdeling in het Huis gebaseerd was op de volkstelling van 2010. 

## Data van sessies
3 januari 2013 - 3 januari 2015
- 1e sessie: 3 januari 2013 - 26 december 2013
- 2e sessie: 3 januari 2014 - 16 december 2014

## Verkiezing voor Voorzitter van het Huis van Afgevaardigden
Washington D.C., 3 januari 2013 - Aantal leden 435 - Absolute meerderheid 218 (stemgerechtigd: 435)
| John Boehner                                                                      | 220 | Republikein |
| Nancy Pelosi                                                                      | 192 | Democraat   |
| Eric Cantor                                                                       | 3   | Republikein |
| Hiermee wordt John Boehner gekozen als voorzitter van het Huis van Afgevaardigden |     |             |

## Belangrijke gebeurtenissen
- 3 januari 2013: John Boehner wordt herkozen als voorzitter van het Huis van Afgevaardigden met 220 stemmen.
- 4 januari 2013: Gezamenlijke sessie van het congres om de stemmen van het Kiescollege te tellen na de Amerikaanse presidentsverkiezingen 2012
- 20 januari 2013: Tweede inauguratie van president Barack Obama en vicepresident Joe Biden.
- 21 januari 2013: Publieke inauguraties[1]
- januari 2013 - februari 2013 : Hoorzittingen nieuwe ministers.
- 6 & 7 maart 2013 : Senator Rand Paul begint een filibuster tegen de nominatie van   John Brennan voor de positie van Directeur van de CIA met een 12 uur durend betoog.
- 1 oktober 2013: Shutdown van de Amerikaanse overheid
- 4 november 2014: Congresverkiezingen

## Partijverdeling

### Senaat

Zetelverdeling in de Senaat

|                               | Partij (Partij in het schuin heeft de meerderheid) | Partij (Partij in het schuin heeft de meerderheid) | Partij (Partij in het schuin heeft de meerderheid) | Totaal |   |
| ----------------------------- | -------------------------------------------------- | -------------------------------------------------- | -------------------------------------------------- | ------ | - |
|                               |                                                    |                                                    |                                                    | Totaal |   |
| Democraten                    | Onafhankelijk                                      | Republikeinen                                      | Vacant                                             | Totaal |   |
| Einde van vorig congres       | 51                                                 | 2                                                  | 47                                                 | 100    | 0 |
|                               |                                                    |                                                    |                                                    |        |   |
| Begin                         | 53                                                 | 2                                                  | 45                                                 | 100    | 0 |
| 3 juni 2013                   | 52                                                 | 2                                                  | 45                                                 | 99     | 1 |
| 6 juni 2013                   | 52                                                 | 2                                                  | 46                                                 | 100    | 0 |
| 31 oktober 2013               | 53                                                 | 2                                                  | 45                                                 | 100    | 0 |
| Aantal procent van de stemmen | 55%                                                | 55%                                                | 45%                                                |        |   |

### Huis van afgevaardigden

Zetelverdeling in het Huis

|                                 | Partij (Partij in het schuin heeft de meerderheid ) | Partij (Partij in het schuin heeft de meerderheid ) | Totaal |   |  |
| ------------------------------- | --------------------------------------------------- | --------------------------------------------------- | ------ | - |  |
|                                 |                                                     |                                                     | Totaal |   |  |
| Democraten                      | Republikeinen                                       | Vacant                                              | Totaal |   |  |
| Einde van Vorige congres        | 190                                                 | 240                                                 | 430    | 5 |  |
|                                 |                                                     |                                                     |        |   |  |
| Begin                           | 200                                                 | 233                                                 | 433    | 2 |  |
| 22 januari 2013                 | 200                                                 | 232                                                 | 432    | 3 |  |
| 9 april 2013                    | 201                                                 | 232                                                 | 433    | 2 |  |
| 7 mei 2013                      | 201                                                 | 233                                                 | 434    | 1 |  |
| 4 juni 2013                     | 201                                                 | 234                                                 | 435    | 0 |  |
| 15 juli 2013                    | 200                                                 | 234                                                 | 434    | 1 |  |
| Aantal procent van de stemmen   | 46,1%                                               | 53,9%                                               |        |   |  |
| Leden die geen stemrecht hebben | 6                                                   | 0                                                   | 6      | 0 |  |

## Leden van deAmerikaanse Senaat
(R) = Republikein, (D) = Democraat, (I) = Onafhankelijk  
| Staat                                                                                   | Senior senator         | Junior senator         |
| --------------------------------------------------------------------------------------- | ---------------------- | ---------------------- |
| Alabama                                                                                 | Richard Shelby (R)     | Jeff Sessions (R)      |
| Alaska                                                                                  | Lisa Murkowski (R)     | Mark Begich (D)        |
| Arizona                                                                                 | John McCain (R)        | Jeff Flake (R)         |
| Arkansas                                                                                | Mark Pryor (D)         | John Boozman (R)       |
| Californië                                                                              | Dianne Feinstein (D)   | Barbara Boxer (D)      |
| Colorado                                                                                | Ken Salazar (D)        | Mark Udall (D)         |
| Connecticut                                                                             | Richard Blumenthal (D) | Chris Murphy (D)       |
| Delaware                                                                                | Tom Carper (D)         | Chris Coons (D)        |
| Florida                                                                                 | Bill Nelson (D)        | Marco Rubio (R)        |
| Georgia                                                                                 | Saxby Chambliss (R)    | Johnny Isakson (R)     |
| Hawaï                                                                                   | Brian Schatz (D)       | Mazie Hirono (D)       |
| Idaho                                                                                   | Mike Crapo (R)         | Jim Risch (R)          |
| Illinois                                                                                | Richard Durbin (D)     | Mark Kirk (R)          |
| Indiana                                                                                 | Dan Coats (R)          | Joe Donnelly (D)       |
| Iowa                                                                                    | Chuck Grassley (R)     | Tom Harkin (D)         |
| Kansas                                                                                  | Sam Brownback (R)      | Pat Roberts (R)        |
| Kentucky                                                                                | Mitch McConnell (R)    | Jim Bunning (R)        |
| Louisiana                                                                               | Mary Landrieu (D)      | David Vitter (R)       |
| Maine                                                                                   | Susan Collins (R)      | Angus King (I)         |
| Maryland                                                                                | Barbara Mikulski (D)   | Ben Cardin (D)         |
| Massachusetts                                                                           | Elizabeth Warren (D)   | Ed Markey (D)          |
| Michigan                                                                                | Carl Levin (D)         | Debbie Stabenow (D)    |
| Minnesota                                                                               | Amy Klobuchar (D)      | Al Franken (D)         |
| Mississippi                                                                             | Thad Cochran (R)       | Roger Wicker (R)       |
| Missouri                                                                                | Claire McCaskill (D)   | Roy Blunt (R)          |
| Montana                                                                                 | Max Baucus (D)         | Jon Tester (D)         |
| Nebraska                                                                                | Mike Johanns (R)       | Deb Fischer (R)        |
| Nevada                                                                                  | Harry Reid (D)         | Dean Heller (R)        |
| New Hampshire                                                                           | Jeanne Shaheen (D)     | Kelly Ayotte (R)       |
| New Jersey                                                                              | Cory Booker (D)        | Robert Menendez (D)    |
| New Mexico                                                                              | Tom Udall (D)          | Martin Heinrich (D)    |
| New York                                                                                | Charles Schumer (D)    | Kirsten Gillibrand (D) |
| North Carolina                                                                          | Richard Burr (R)       | Kay Hagan (D)          |
| North Dakota                                                                            | John Hoeven (R)        | Heidi Heitkamp (D)     |
| Ohio                                                                                    | Sherrod Brown (D)      | Rob Portman (R)        |
| Oklahoma                                                                                | James Inhofe (R)       | Tom Coburn (R)         |
| Oregon                                                                                  | Ron Wyden (D)          | Jeff Merkley (D)       |
| Pennsylvania                                                                            | Bob Casey (D)          | Pat Toomey (R)         |
| Rhode Island                                                                            | Jack Reed (D)          | Sheldon Whitehouse (D) |
| South Carolina                                                                          | Lindsey Graham (R)     | Tim Scott (R)          |
| South Dakota                                                                            | Tim Johnson (D)        | John Thune (R)         |
| Tennessee                                                                               | Lamar Alexander (R)    | Bob Corker (R)         |
| Texas                                                                                   | John Cornyn (R)        | Ted Cruz (R)           |
| Utah                                                                                    | Orrin Hatch (R)        | Mike Lee (R)           |
| Vermont                                                                                 | Patrick Leahy (D)      | Bernie Sanders (I)     |
| Virginia                                                                                | Mark Warner (D)        | Tim Kaine (D)          |
| Washington                                                                              | Patty Murray (D)       | Maria Cantwell (D)     |
| West Virginia                                                                           | Jay Rockefeller (D)    | Joe Manchin (D)        |
| Wisconsin                                                                               | Tammy Baldwin (D}      | Ron Johnson (R)        |
| Wyoming                                                                                 | Mike Enzi (R)          | John Barrasso (R)      |
| 53 Democraten (D), 45 Republikeinen (R), 2 onafhankelijke (I) meerderheid bij 51 zetels |                        |                        |

## Leden van het House of Representatives
Nog geen details.

## Wijzigingen in lidmaatschap

### Senaat
| Staat (Klasse)    | Vorige Senator       | Reden van vertrek | Opvolger           | Datum van inauguratie |
| ----------------- | -------------------- | --- | ------------------ | --------------------- |
| Massachusetts (2) | John Kerry (D)       | zal terugtreden op 1 februari 2013 om Minister van Buitenlandse zaken te worden. De aangewezen vervanger zal de termijn voortzetten tot 25 juni 2013                                         | Mo Cowan (D)       | 1 februari 2013       |
| Massachusetts (2) | Mo Cowan (D)         | Zal zich niet kandidaat stellen om de termijn van Kerry te voltooien. De winnaar van de verkiezing van 25 juni 2013 zal de termijn afronden tot 3 januari 2015.                              | Ed Markey (D)      | 16 juli 2013          |
| New Jersey (2)    | Frank Lautenberg (D) | Overleed op 3 juni 2013. De aangewezen opvolger zal de termijn voltooien. | Jeffrey Chiesa (R) | 6 juli 2013           |
| New Jersey (2)    | Jeffrey Chiesa (R)   | zal alleen dienen totdat een nieuwe senator is gekozen tijdens de speciale verkiezing op 16 oktober 2013. De nieuwe gekozen opvolger zal de termijn voltooien tot het einde van dit congres. | Cory Booker (D)    | 31 oktober 2013       |
| Montana (2)       | Max Baucus (D)       | Trad terug op 6 februari 2014 om ambassadeur in China te worden De aangewezen opvolger zal zijn termijn afmaken tot het einde van dit congres                                                | John Walsh (D)     | 11 februari 2014      |